# Phthie
Pour les articles homonymes, voir Phthie (homonymie) et Phthiotide.
La Phthie (en grec ancien Φθίη / Phthíê, moderne : Fthíi) ou Phthiotide (en grec moderne : Φθιώτιδα / Fthiótidha, grec ancien : Φθιώτις / Phthiôtis) est une ancienne région de Grèce antique.

## Géographie

### Localisation
La Phthie était située au sud-est de la Thessalie, au fond du golfe Maliaque.
Le terme de Phthiotide a donné son nom à un district régional actuel de la Grèce, plus réduit que l'ancienne région de Phthie.

## Histoire
Dans l'Antiquité, la Phthie, initialement peuplée de Pélasges, s'enrichit d'Achéens, de Ioniens et de Doriens pour former ensuite, selon la tradition mythologique, le royaume de Pélée, toujours en vie lors du départ d'Achille pour Troie. Pendant la guerre de Troie, le catalogue des vaisseaux mentionne une flotte de 50 nefs réunies par Achille, avec des guerriers « de l'Argos pélasgique » (Alos, Alopé, Trêkhis) et « de Phthie et de l'Hellade aux belles femmes » ; « on les appelle Myrmidons, Hellènes, Achéens ». Achille précise que « dans l'Hellade et la Phthie, il ne manque pas d'Achéennes » pour lui servir de compagnes. Achille en colère contre Agamemnon le menace d'abandonner la guerre et de retourner dans « notre Phthie au sol fertile et nourricier ». Tous les Phthiens ne relèvent pas de l'autorité d'Achille : il en est ainsi de ceux qui défendent la partie du mur grec (au centre du front) attaquée par Hector, qui, pour leur part, suivent Médon (de) (bâtard d'Oïlée et demi-frère d'Ajax) et Podarcès (fils d'Iphiclos issu de Phylacos).

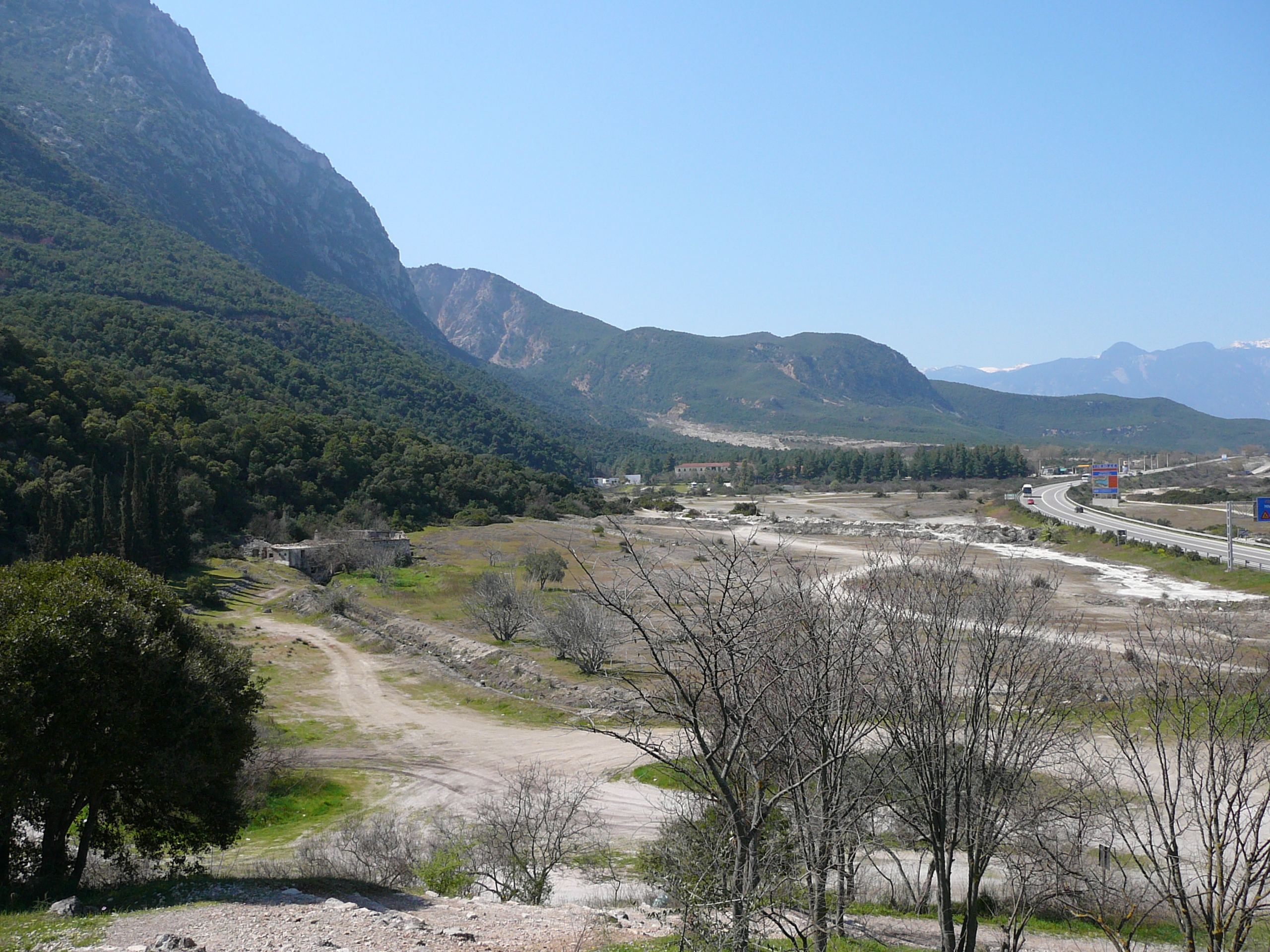
Le défilé des Thermopyles (« les portes chaudes »). Le rivage actuel du golfe Maliaque se trouve hors cadre de la photo, à droite (au nord de l'autoroute), tandis qu'au temps des, il était approximativement au niveau du chemin de terre visible à travers le haut des branchages.

Dans le Criton de Platon, la Phthie est mentionnée dans un rêve de Socrate.
Au cœur des enjeux politiques du monde grec antique, la Phthie est neutre pendant les guerres médiques, mais elle est traversée en 480 av. J.-C. par les armées de Xerxès Ier et c'est en Phthie qu'a lieu la bataille entre Perses et Grecs au fameux défilé des Thermopyles ; elle reste neutre aussi pendant la guerre du Péloponnèse et la troisième guerre sacrée (356-346 av J.C), ce qui n'empêche pas Philippe II (Roi de Macédoine, 359 av. J.-C. – 336 av. J.-C.) d'en faire un satellite de la Macédoine, à la suite de sa victoire à la deuxième bataille des Thermopyles (353 av. J.-C.) sur les Athéniens.
Les Celtes envahissent le Phthie durant leur « Grande Expédition » et se heurtent aux Grecs à la troisième bataille des Thermopyles (279 av. J.-C.) : ils y sont repoussés, mais n'en pilleront pas moins le sanctuaire de Delphes. À la suite de la quatrième bataille des Thermopyles (191 av. J.-C.), la Phthie devient un état client des Romains, victorieux des séleucides d’Antiochos III, et finit par être intégrée dans la province d'Achaïe. Au IIIe siècle, pendant la crise de l'anarchie militaire, une quatrième bataille des Thermopyles (254) (date incertaine) oppose les Grecs devenus sujets romains à une coalition de peuples germaniques et daciques ayant envahi la Phthie. Durant les siècles suivants, la christianisation gagne de plus en plus de terrain ; elle est complète au VIe siècle, au moment des invasions slaves. En se christianisant, l'Empire romain d'Orient est devenu l'Empire byzantin : la Phthie médiévale, aujourd'hui la Phthiotide, fait alors partie du thème de l'Hellade.

## Astronomie
Le 9 septembre 1878, on a donné le nom de (189) Phthia à un astéroïde de la ceinture principale découvert par Christian Peters depuis Clinton (comté d'Oneida).